# Big Flow Music
Big Flow Music (zkráceně BFM) je mexická hip hopová skupina. Vznikla v roce 2013 v Uriangato. Jejími členy jsou JL (Jose Luis Alvarez Gonzalez, MC), Giorgin (Eduardo Duran, MC), Achas Lokote (Alexis Bedolla, MC), Loco 13 (Efrain Rodriguez 2015 až 2017; MC), Mostro (Jose Francisco 2015 až 2016; MC) a MC Kala (Jose Luis Paniagua, MC).

## Diskografie
- 2016: Big Flow Music Vol. 1
- 2017: Entre El Peligro & La Muerte